# Urceolina fulva
Urceolina fulva är en amaryllisväxtart som beskrevs av Herb.. Urceolina fulva ingår i släktet Urceolina och familjen amaryllisväxter.
Artens utbredningsområde är Peru. Inga underarter finns listade i Catalogue of Life.